# Деканські султанати

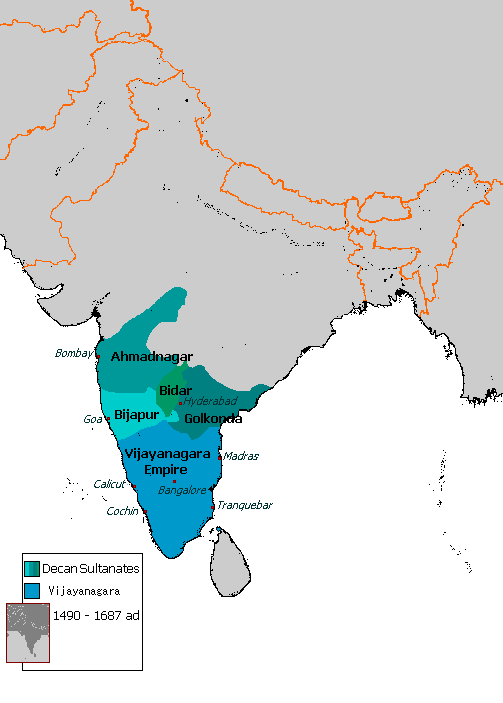
Держави Декану у 1490—1687 роках

Деканські султанати — п'ять незалежних мусульманських держав, що виникли на Деканському плато між річкою Крішна та горами Віндх'я після розпаду Бахманідського султанату:
- Ахмеднагарський султанат (1490—1636)
- Берарський султанат (1490—1574)
- Бідарський султанат (1527—1619)
- Біджапурський султанат (1518—1686)
- Голкондський султанат (1512—1687)

## Історія
Султанати здебільшого ворогували, утім 1565 року об'єднались і завдали нищівної поразки Віджаянагарській імперії у битві при Талікоті.
1574 року Ахмеднагарський султанат приєднав до своїх володінь Берарський султанат, а потім упродовж XVII століття всі деканські султанати увійшли до складу імперії Великих Моголів.